# Pernille Forchhammer
Pernille Forchhammer (født 9. september 1967) er den andenyngste, der er blevet valgt til Folketinget i Danmark. Hun blev valgt ind for Socialdemokraterne ved folketingsvalget i 1987, da hun var 19 år gammel.
Pernille Forchammer fortsatte som medlem af Folketinget frem til folketingsvalget i 1994.